# Walter Huser

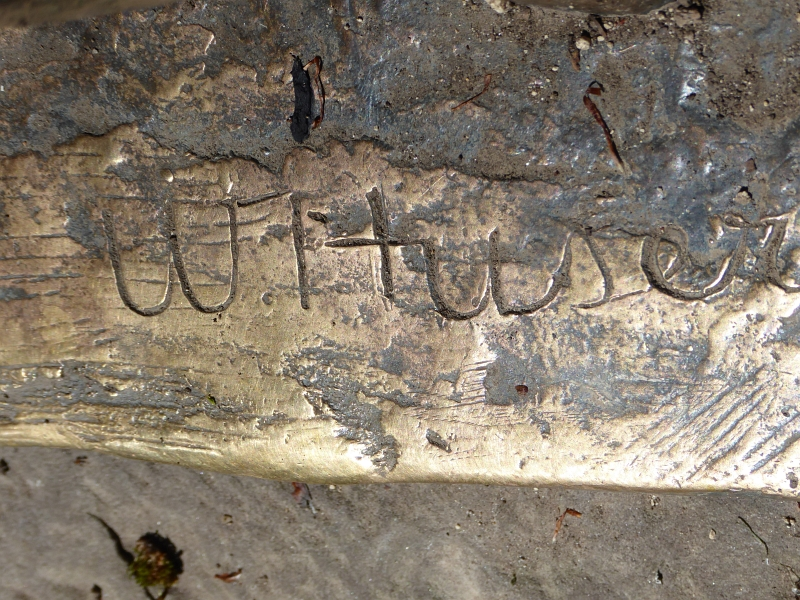
Unterschrift von Walter Huser

Walter Huser (* 17. Juli 1903 in Wettingen; † 1. Januar 1981 ebenda) war ein Schweizer Bildhauer und Zeichner.

## Leben und Wirken
Walter Huser begann seine Bildhauerlehre beim Vater von Eduard Spörri; später wurde er dessen Schwager.
Huser entstammt einer kleinbürgerlichen Familie mit dreizehn Geschwistern. Sein Vater betrieb eine Sägerei. Schon früh wurde bei Walter Huser der Drang nach gestalterischem Wirken erkannt und von dem Badener Zeichenlehrer und Rektor der Handwerkerschule Eugen Märchy (1876–1944) gefördert. Zu dessen Schülern gehörte neben Huser auch Eduard Spörri und Heiny Widmer (1927–1984).
Nach seiner Lehre machte Huser mehrere Auslandsreisen, unter anderem 1925/1926 nach Paris, Luzern und in die Provence, später nach Florenz und Rom. 1928 besorgte sich Huser ein Visum für Kanada, blieb dann aber doch in Europa. Als Vierundzwanzigjähriger kehrte er als Geselle in die Lehrwerkstatt zurück, heiratete 1933 Anna, die Tochter seines ersten Lehrmeisters, und richtete sich seinen Hausstand ein. Seinen Lebensunterhalt verdiente er zunächst weiterhin mit dem Anfertigen von Grabmalen. In dieser Zeit vervollständigte Huser seine Techniken an der Kunstakademie Wabel in Zürich.
Wie Spörri war Huser dem Modell verpflichtet. Erst 1944, als Vierzigjähriger, richtete er sich seine eigene Werkstatt in der Bifangstrasse ein und schuf in der Folgezeit vorwiegend weibliche Akte, zunächst überwiegend Kleinwerke wie Skulpturen, Portraitköpfe, Reliefs und sakrale Bildwerke, ab 1950 auch Grossplastiken, wie beispielsweise eine  Mädchenfigur auf einer Kugel, die heute im Volksgarten des Kunsthauses Glarus steht. Weitere Arbeiten sind Sitzender Akt, heute in Basel sowie Balletteuse.
Das Atelier des Künstlers in Wettingen an der Bifangstrasse 15 steht der Öffentlichkeit zur Besichtigung frei, wo auch ein Teil der Werke ausgestellt wird. Andere Arbeiten befinden sich im benachbarten Gluri-Suter-Huus.

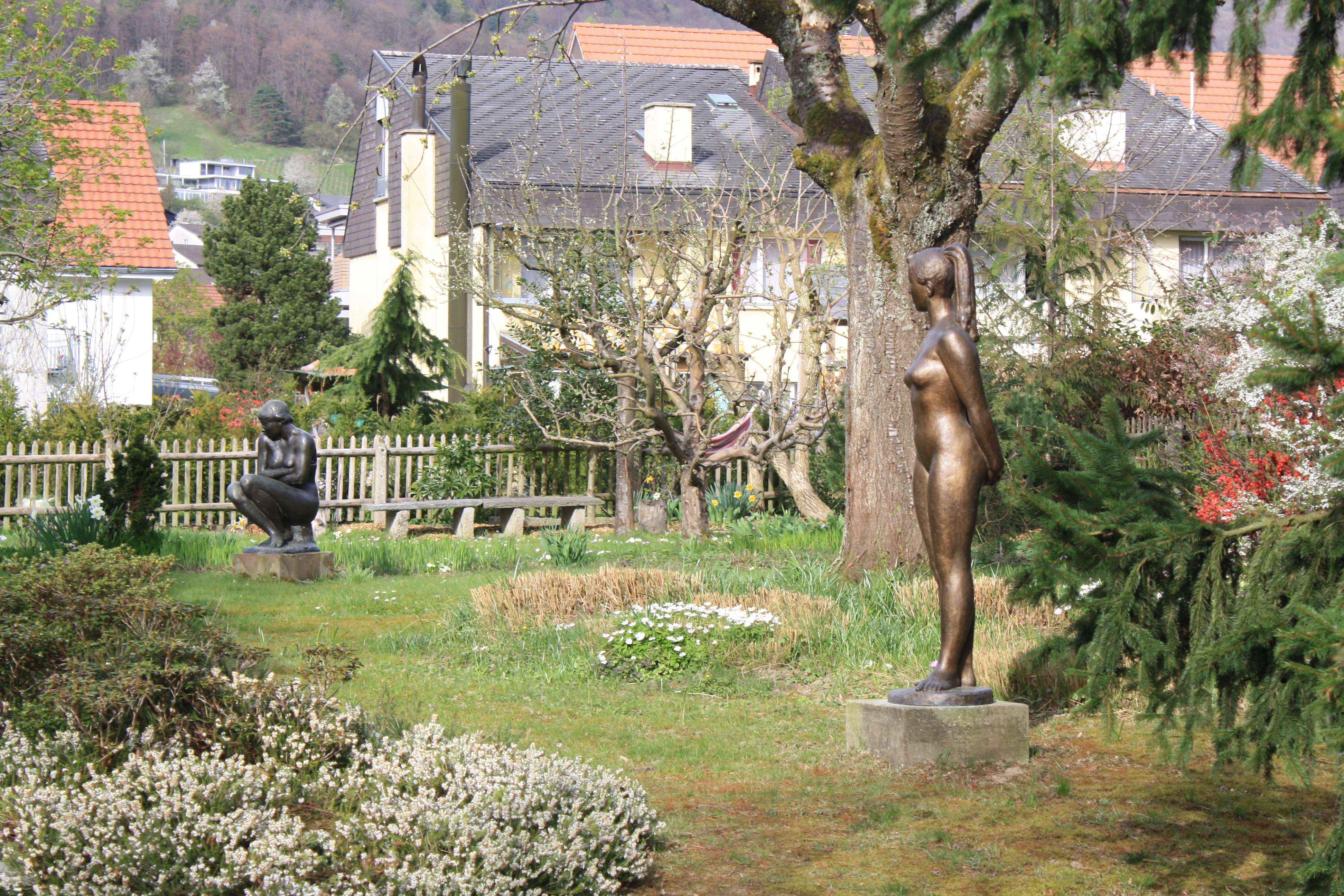
Atelier, Wettingen
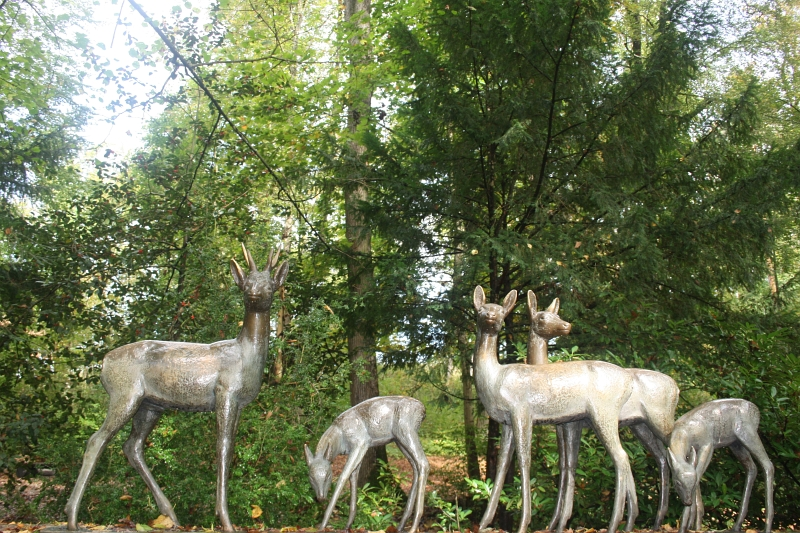
Skulptur unterhalb der Burg Reichenstein
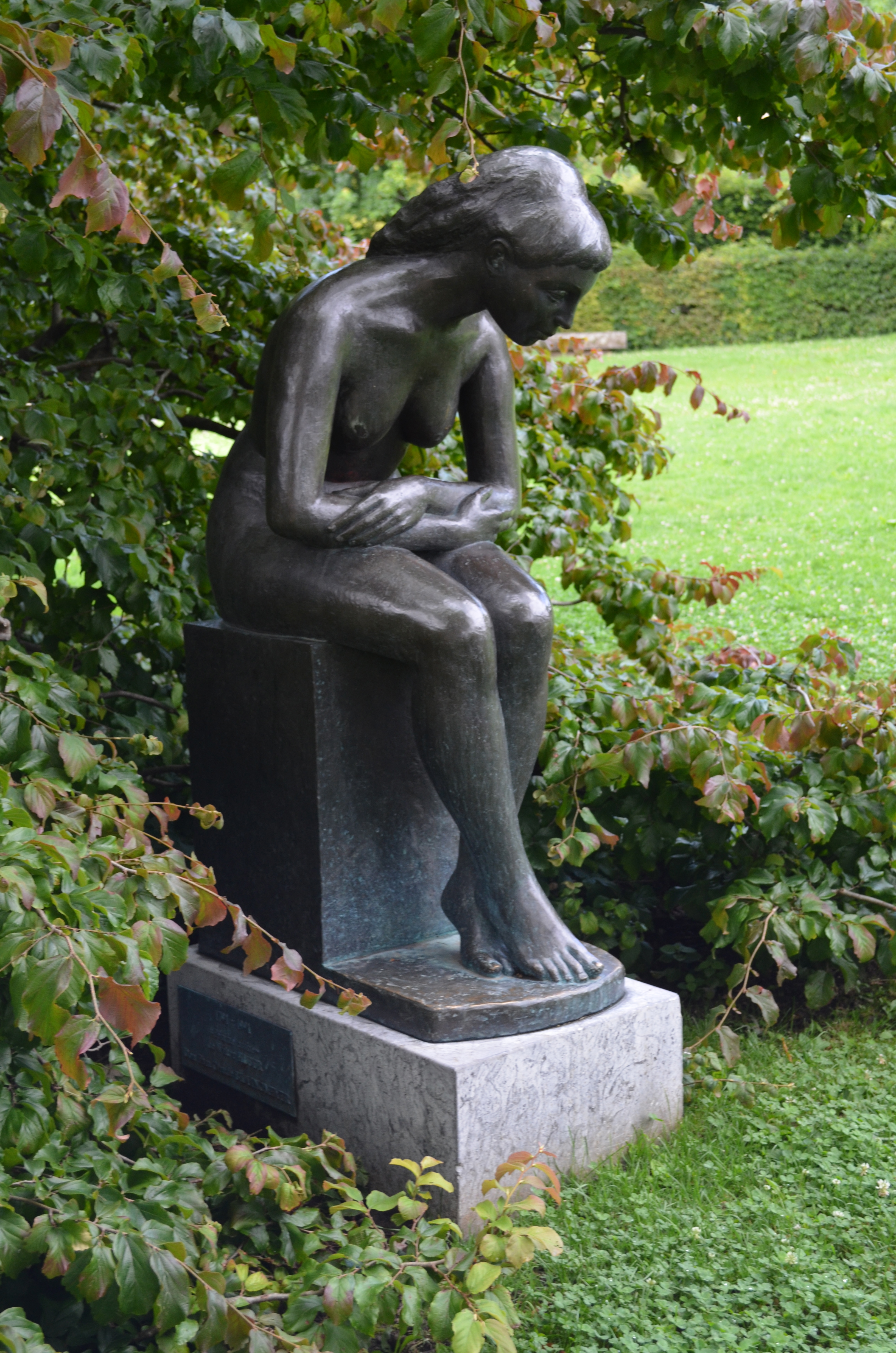
Sitzende Frau, Chexbres
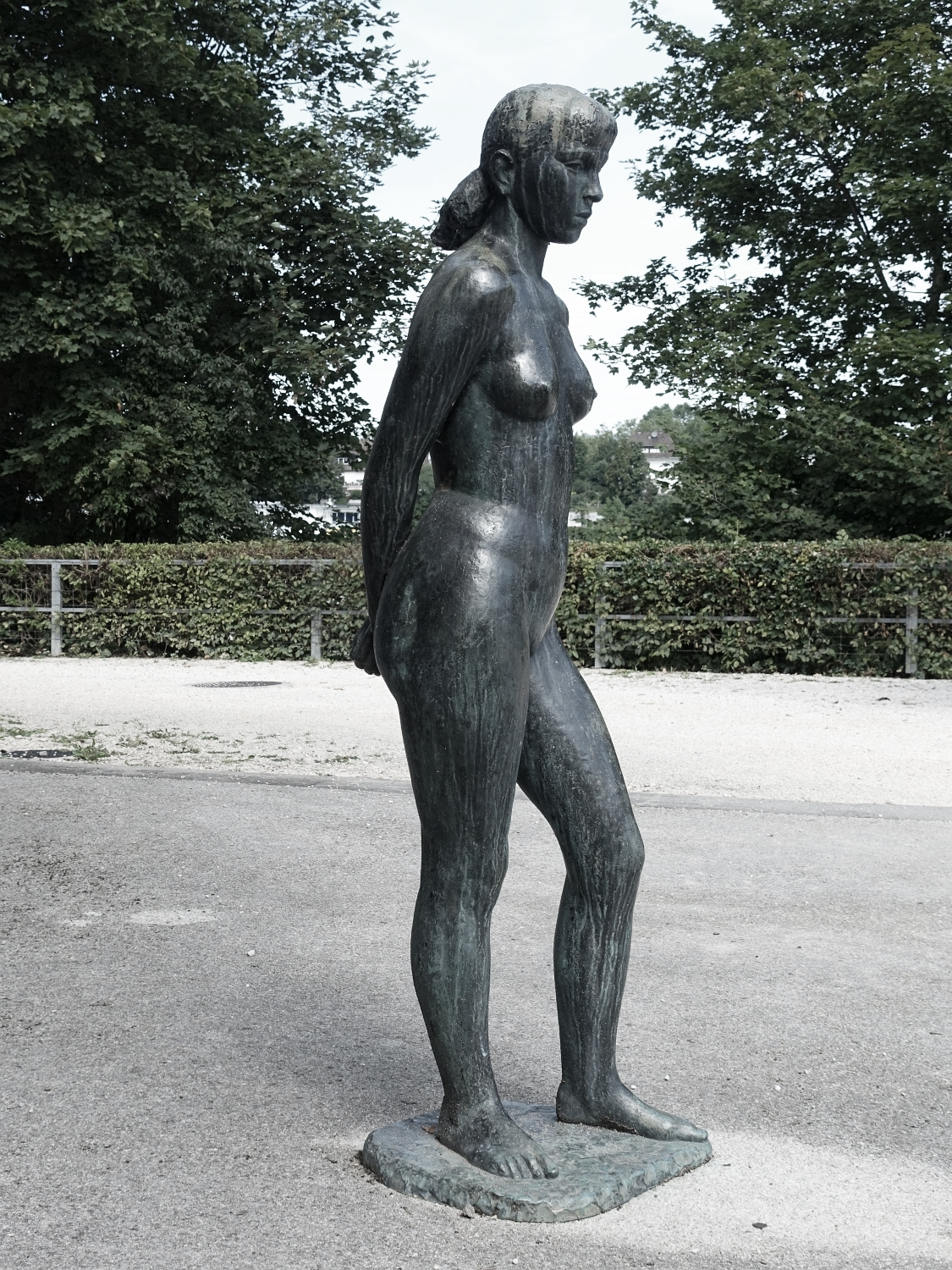
Stehende Frau, 1952, Rheinfelden
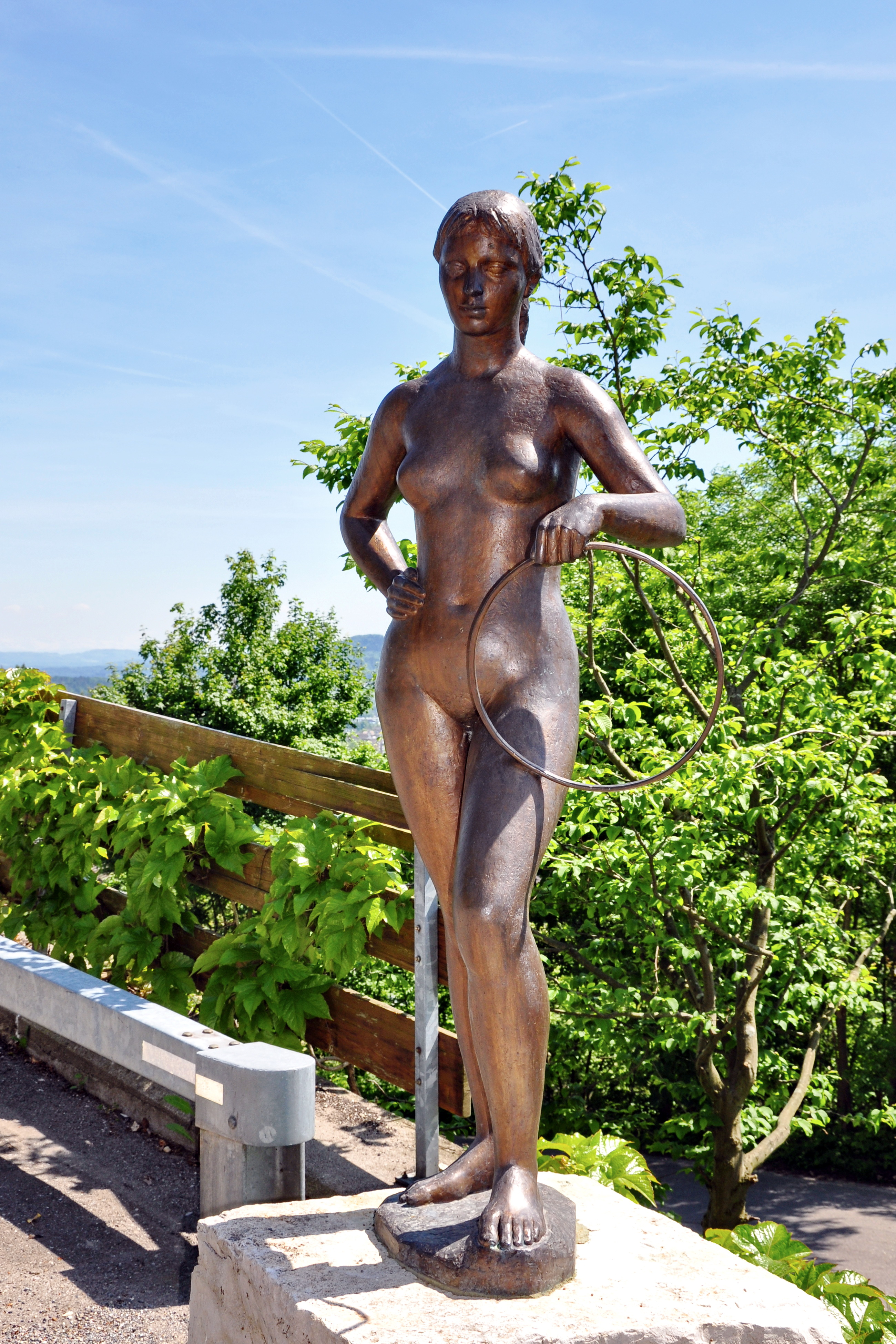
Skulptur, Mädchen mit Ring, Wettingen